# 出発 (テレビドラマ)
『出発』（しゅっぱつ）は、東海テレビ制作・フジテレビ系列で、1970年9月28日 - 1971年1月8日に放送された昼ドラマである。

## キャスト
- 渡辺文雄
- 高森和子
- 岸久美子
- 黒木進(小野武彦)

## スタッフ
- 原作：真船豊「白魚」
- 監督:真船禎、木村正芳
- 脚本：佐々木守